# Ultra Orange & Emmanuelle
Ultra Orange & Emmanuelle – album muzyczny łączący gatunki pop i rock, będący efektem współpracy francuskiej aktorki Emmanuelle Seigner i francuskiego duetu Ultra Orange, założonego przez małżeństwo Pierre'a Emery'ego i Gil Lesage.
Płyta ukazała się w formie fizycznej 26 marca 2007 roku. Odniosła duży sukces we Francji.
Mimo że wszyscy troje artyści są Francuzami, teksty są po angielsku.
Teledysk do piosenki „Sing Sing” wyreżyserował Jean-Baptiste Mondino. Pracował on nad wideoklipami takich wokalistów jak Bryan Ferry, Madonna, David Bowie, Sting, Tom Waits, Prince czy Björk.
Emmanuelle Seigner nagrała dwie wersje „Simple Words” w duecie z Brettem Andersonem: angielską i francuską. Obie nie trafiły na album. Wersja francuska jednak, zatytułowana „Les mots simples”, została opublikowana jako wspólny singel Andersona i Seigner.
Piosenka „Don't Kiss Me Goodbye” została wykorzystana w filmie Motyl i skafander (2007), w którym Emmanuelle Seigner wystąpiła w jednej z ról głównych. 

## Lista utworów
Autorem wszystkich tekstów jest Pierre Emery. Kompozytorem muzyki do wszystkich piosenek jest Pierre Emery, z wyjątkiem „Rosemary's Lullaby” będącej przeróbką utworu Krzysztofa Komedy.
| 1.  | „Sing Sing”               | 3:31  |
|     |                           |       |
| 2.  | „Simple Words”            | 4:41  |
|     |                           |       |
| 3.  | „Rosemary's Lullaby”      | 4:58  |
|     |                           |       |
| 4.  | „Bunny”                   | 3:06  |
|     |                           |       |
| 5.  | „Lines of My Hand”        | 2:30  |
|     |                           |       |
| 6.  | „Touch My Shadow”         | 3:32  |
|     |                           |       |
| 7.  | „Don't Kiss Me Goodbye”   | 4:16  |
|     |                           |       |
| 8.  | „Won't Lovers Revolt Now” | 3:31  |
|     |                           |       |
| 9.  | „Nobody Knows”            | 4:29  |
|     |                           |       |
| 10. | „The Good from the Bad”   | 3:18  |
|     |                           |       |
| 11. | „One Day”                 | 2:34  |
|     |                           |       |
|     |                           | 40:26 |
|     |                           |       |

## Daty premier w poszczególnych krajach
Polska premiera miała miejsce 4 czerwca 2007. W Stanach Zjednoczonych płyta ukazała się 27 lipca 2007 roku nakładem wytwórni RCA (oddział Sony BMG Music Entertainment).